# Astralni svijet
Astralni svijet, prema teozofskom učenju, prva duhovna sfera nakon smrti tijela. Sačinjen je od fine materije i naseljavaju ga brojna bića. Prema nekim vjerovanjima, posredne spoznaje o ovome svijetu, osim kod teozofije, mogu se pronaći kod spiritističkih seansi kada se, navodno, ostvaruje komunikacija sa zagrobnim svijetom.
Prema teozofiji, astralni svijet je najniža razina duhovnog svijeta, nakon koje dolazi svijet Kama, drugi najniži od ukupno sedam svjetova, koji predstavlja svijet emocija, želja i strasti. Postoje vjerovanja da se u astralni svijet može prodrijeti tijekom fizičkog života. Vrata u taj svijet mogu se otvoriti u snu ili pomoću transa uzrokovanog halucinogenim drogama. U tom trenutku od fizičkog tijela odvaja se astralno tijelo koje prelazi u astralni svijet. Osim izvantjelesnih ljudi (živih ili mrtvih) astralni svijet naseljavaju niže vrste anđela, dobrih i zlih elementala i dr.